# Burlesque (film, 2010)
Pour les articles homonymes, voir Burlesque (homonymie).
Pour plus de détails, voir Fiche technique et Distribution.
Burlesque est un film musical américain réalisé par Steve Antin et sorti en 2010.
Réunissant à l'écran les deux chanteuses Christina Aguilera et Cher, le film a reçu des critiques mitigées de la presse mais a connu un succès public, notamment lors de sa sortie vidéo.
La bande-originale du film a reçu deux nominations lors de la 54e cérémonie des Grammy Awards et la chanson You Haven't Seen the Last of Me, interprétée par Cher, a reçu le prix de la meilleure chanson originale lors de la 68e cérémonie des Golden Globes où le film était également nommé dans la catégorie du meilleur film musical ou de comédie.

## Synopsis
Ali Rose, une jeune femme à la voix incroyable, quitte son emploi dans un bar dans une petite ville à la suite du refus de son patron de la payer. Elle décide d'aller réaliser ses rêves à Los Angeles.
Après plusieurs auditions ratées, elle tombe par hasard devant un bar cabaret, le Burlesque Lounge, où elle découvre Tess, la patronne, en pleine performance. Tombée sous le charme du lieu, elle essaye de convaincre Tess de l'engager mais cette dernière refuse. Têtue, Ali commence alors à servir des clients, ce qui pousse Tess à l'engager mais uniquement en tant que serveuse.
Mais quand l'une des danseuses tombe enceinte, une place se libère dans la troupe. Ali décide de tout donner pour que Tess lui donne une chance. Elle rejoint alors la troupe et commence enfin à exploiter son talent, ce qui lui fait gagner une ennemie, Nikki, l'une des principales danseuses. Nikki, voulant la piéger, coupe la sono alors qu'elle danse. Après un instant d'hésitation, Ali se met alors à chanter devant Tess, l'équipe et le public stupéfaits et recueille une ovation.
Parallèlement, Ali se rapproche de plus en plus de Jack, le barman, pourtant fiancé. De son côté, Tess fait face à la perte de vitesse du cabaret et aux factures qui s'accumulent, cependant, le talent spectaculaire d'Ali pourrait l'aider à remonter la pente.

## Fiche technique
Sauf indication contraire, les informations mentionnées dans cette section peuvent être confirmées par la base de données cinématographiques IMDb,  présente dans la section « Liens externes ».
- Titre original : Burlesque
- Réalisation : Steve Antin
- Scénario : Steve Antin
- Direction artistique : Chris Cornwell
- Décors : Dena Roth
- Costumes : Michael Kaplan
- Photographie : Bojan Bazelli
- Montage : Virginia Katz
- Musique : Christophe Beck
- Casting : John Papsidera
- Production : Donald De Line
- Producteurs délégués : Dana Belcastro, Stacy Cramer et Risa Shapiro
- Sociétés de production : De Line Pictures
- Société de distribution : Screen Gems (États-Unis) ; Sony Pictures Releasing France (France)
- Budget : 55 millions de dollars[3]
- Pays de production :  États-Unis
- Langues originales : anglais
- Format : Couleur - 2.35:1 - son SDDS / Dolby Digital / DTS
- Genre : Drame, romance et film musical
- Durée : 119 minutes
- Dates de sortie :
  - États-Unis / Canada / Québec : 24 novembre 2010
  - France : 22 décembre 2010

## Distribution
- Christina Aguilera (VF : Fily Keita ; VQ : Laurence Dauphinais) : Alice Marilyn « Ali » Rose
- Cher (VF : Anne Deleuze ; VQ : Madeleine Arsenault) : Tess Scali
- Cam Gigandet (VF : Axel Kiener ; VQ : Philippe Martin) : Jack Miller
- Stanley Tucci (VF : Bernard Alane ; VQ : Alain Zouvi) : Sean
- Kristen Bell (VF : Laura Préjean ; VQ : Catherine Proulx-Lemay) : Nikki
- Eric Dane (VF : Jérémie Covillault ; VQ : Patrick Chouinard) : Marcus Gerber
- Alan Cumming (VF : Eric Chatelauze ; VQ : François Sasseville) : Alexis
- Julianne Hough (VF : Marie-Eugénie Maréchal ; VQ : Mélanie Laberge) : Georgia
- Peter Gallagher (VF : Guillaume Orsat ; VQ : Pierre Auger) : Vincent « Vince » Scali
- Dianna Agron (VF : Laura Blanc ; VQ : Pascale Montreuil) : Nathalie
- Glynn Turman (VF : Michel Vigné ; VQ : Denis Roy) : Harold Saint
- David Walton (VQ : Alexis Lefebvre) : Mark
- Terrence J : Dave
- Chelsea Traille (pl) (VF : Cécile d'Orlando) : Coco
- Tyne Stecklein (VF : Marine Tuja) : Jesse
- Michael Landes : Greg
- Tanee McCall (en) (VF : Gwenëlle Anglade) : Scarlett
- Blair Redford : James
- James Brolin : Mr. Anderson
- Stephen Lee : Dwight

 Source et légende : version française (VF) sur RS Doublage et version québécois (VQ) sur Doublage QC. CA

## Production

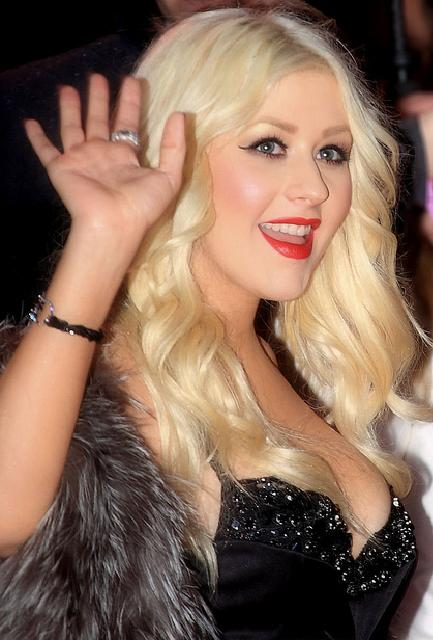
Christina Aguilera lors de l'avant-première du film.

### Développement
Le réalisateur du film Steve Antin, a également écrit le scénario du film. Néanmoins, à la suite de la demande de la production, ce dernier a été retouché par la scénariste Diablo Cody puis par Susannah Grant. Cependant, les deux femmes n'ont pas été créditées pour leurs modifications.
Avec son budget de 55 millions de dollars, Burlesque était le deuxième film le plus cher distribué par le studio Screen Gems après Resident Evil: Afterlife, lors de sa sortie.
La première bande-annonce a été diffusée pour la première fois lors des séances du film Easy Girl, mettant également en scène Cam Gigandet et distribué par Screen Gems. Des spots télévisés spéciaux ont également été diffusés lors de la série Glee et des émissions Dancing with the Stars et Bienvenue à Jersey Shore.
Christina Aguilera a également fait la promotion du film en interprétant certaines chansons dans plusieurs émissions de télévisions dont The Tonight Show with Jay Leno, Dancing with the Stars, The X Factor ou encore lors de la trente-huitième cérémonie des American Music Awards.

### Tournage
Le tournage du film débute le 9 novembre 2009 à Los Angeles et se termine le 3 mars 2010.

## Numéros musicaux
Note : Quand la mention sur suit le nom d'un acteur, cela signifie que ce dernier danse ou fait du playback sur une chanson interprétée par un autre artiste.
1. Something's Got a Hold on Me - Christina Aguilera
2. My Drag - la troupe du Burlesque Lounge sur Deva Dragon et Squirrel Nut Zippers
3. Welcome to Burlesque Tango - le groupe
4. Welcome to Burlesque - Cher
5. Diamonds Are a Girl's Best Friend - Kristen Bell, Julianne Hough et la troupe du Burlesque Lounge sur Marilyn Monroe
6. Diamonds Are a Girl's Best Friend - Christina Aguilera
7. Long John Blues - Kristen Bell sur Megan Mullally
8. Nasty Naughty Boy (instrumental) - Christina Aguilera
9. Wagon Wheel Watusi - Christina Aguilera sur Elmer Bernstein
10. Ray of Light - la troupe du Burlesque Lounge sur Madonna
11. That's Life - Alan Cumming (scène coupée)
12. Tough Lover - la troupe du Burlesque Lounge sur Etta James
13. Tough Lover - Christina Aguilera
14. But I Am a Good Girl - Christina Aguilera
15. A Guy What Takes His Time - Christina Aguilera
16. Express - Christina Aguilera et la troupe du Burlesque Lounge
17. Jungle Berlin (instrumental) - Alan Cumming et la contorsionniste
18. You Haven't Seen the Last of Me - Cher
19. Bound To You - Christina Aguilera
20. Show Me How You Burlesque - Christina Aguilera et la troupe du Burlesque Lounge

Un album contenant les chansons du film interprétées par Christina Aguilera et Cher est sorti le 19 novembre 2010, édité par la maison de disque RCA Records.

## Accueil

### Critiques
Le film a reçu des critiques mitigées de la presse américaine. Sur le site agrégateur de critiques Rotten Tomatoes, il recueille 36 % de critiques positives, avec une note moyenne de 4,8/10 sur la base de 55 critiques positives et 87 critiques négatives.
Le consensus critique établi par le site résume que le film est campy (sous-culture gay) et cliché et qu'il gâche le talent de ces acteurs, notamment Christina Aguilera qui se débrouille mieux que certains ne l'auraient pensé en tant qu'actrice, dans un film qui oscille entre « le mauvais » et « le mauvais mais c'est bon ».
Sur Metacritic, il reçoit également des critiques mitigées, obtenant une note de 47/100 basée sur 38 critiques collectées.
En France, le film est reçu plus sévèrement par la critique. Sur le bilan du site Allociné, sur 13 titres de presse, 5 lui offrent une critique allant de positive a mitigé et 8 lui offrent une critique négative.

### Box-office
| Pays ou région    | Box-office      | Date d'arrêt du box-office | Nombre de semaines |
| ----------------- | --------------- | -------------------------- | ------------------ |
| France            | 143 697 entrées | 25 janvier 2011            | 5                  |
| États-Unis Canada | 39 440 655 $    | 10 février 2011            | 11                 |
| Mondial           | 89 519 773 $    | 15 mai 2011                | 24                 |

Sans être un énorme succès, le film effectue un score raisonnable au box-office pour un film musical, remboursant intégralement son budget de 55 millions de $ avec un peu plus de 89 millions de $ récolté dans le monde.
Néanmoins, le film connait un grand succès lors de sa sortie vidéo avec un peu plus 20 millions de $ récolté lors de ses premières semaines de sortie. Le film récolte donc 30 053 366 $ supplémentaires via ses ventes DVD et Blu-ray aux États-Unis. Avec ces chiffres, le film récolte donc un total d'un peu plus de 130,9 millions de $.

## Distinctions
Sauf indication contraire, les informations mentionnées dans cette section peuvent être confirmées par la base de données cinématographiques IMDb,  présente dans la section « Liens externes ».

### Récompenses
- NewNowNext Awards 2010 : Meilleure future production
- Satellite Awards 2010 : Meilleure chanson originale pour You Haven't Seen the Last of Me par Cher
- Phoenix Film Critics Society Awards 2010 : Meilleure chanson originale pour You Haven't Seen the Last of Me par Cher
- Golden Globes 2011 : Meilleure chanson originale pour You Haven't Seen the Last of Me par Cher
- GALECA Dorian Awards 2011 : Film campy de l'année
- Japan Gold Disc Awards 2012 : Bande-originale de l'année

### Nominations
- Houston Film Critics Society Awards 2010 : Meilleure chanson originale pour You Haven't Seen the Last of Me par Cher
- St. Louis Film Critics Association Awards 2010 : Meilleures musiques
- Critics' Choice Movie Awards 2011 : Meilleure chanson pour You Haven't Seen the Last of Me par Cher
- Golden Globes 2011 : 
  - Meilleur film musical ou de comédie
  - Meilleure chanson originale pour Bound To You par Christina Aguilera
- Razzie Awards 2011 : Pire actrice secondaire pour Cher
- Golden Reel Awards 2011 : Meilleur montage sonore dans un musical
- Costume Designers Guild 2011 : Excellence dans un film contemporain
- GLAAD Media Awards 2011 : Meilleur film avec une sortie globale
- ALMA Awards 2011 : Actrice préférée dans un premier rôle dans un musical ou une comédie pour Christina Aguilera
- World Soundtrack Awards 2011 : Meilleure chanson originale écrite pour un film pour You Haven't Seen the Last of Me par Cher
- Grammy Awards 2012 :
  - Meilleure bande-originale pour un média visuel
  - Meilleure chanson écrite pour un média visuel pour You Haven't Seen the Last of Me par Cher

## Adaptation en comédie musicale
Une adaptation du film en comédie musicale a été lancée en 2024 au Manchester Opera House de Manchester et au Theatre Royal de Glasgow, avant d'être jouée à West End. Le réalisateur et scénariste du film, Steve Antin, a également écrit l'adaptation qu'il co-produit avec Christina Aguilera. Aguilera est également responsable des chansons aux côtés de Sia et Diane Warren, qui avaient déjà écrit des chansons pour le film, ainsi que Todrick Hall et Jess Foley.
Le spectacle prend des libertés sur certains aspects de l'histoire, déplaçant l'action à New York où Ali arrive à la recherche de sa mère. Sur place, elle fait alors la découverte d'un club Burlesque pour lequel elle va travailler.